# Morro do Dendê
O Morro do Dendê, ou simplesmente Dendê, é um complexo de favelas, localizada na parte central da Ilha do Governador. O morro estende-se pelos bairros do Moneró, Jardim Carioca, Cocotá, Cacuia, Tauá e Bancários, na Zona Norte do Rio de Janeiro.
Atualmente o Morro do Dendê é considerado a terceira maior favela carioca. Estima-se que cerca de 70 mil pessoas vivam na comunidade.

## Cultura
É da comunidade a escola de samba GRES Acadêmicos do Dendê. O "Rap das Armas", hit do filme Tropa de Elite, faz referência à localidade.

## Criminalidade
Um dos complexos de favelas mais perigosos do Rio de Janeiro, é dominada pelo tráfico de drogas. Foi comandado durante décadas pelos traficantes Marcelo PQD, e Fernandinho Guarabu.
O território está nas mãos de outros traficantes, desde a prisão de PQD.
O Morro do Dendê é também considerado um dos quarteis generais da facção criminosa Terceiro Comando Puro (TCP), que atua na Zona Oeste da cidade do Rio de Janeiro e em alguns pontos da Zona Norte. Embora o tráfico do Dendê tenha experimentado um pequeno expansionismo, tomando o controle do tráfico de algumas favelas rivais ao seu redor entre os anos de 2002 e 2005, atualmente prefere não chamar muito a atenção, já que a polícia tem feitas diversas investidas a fim de desmantelar o tráfico na região.

## Localidades
Dentre algumas favelas existentes no Dendê, encontram-se: Morro do Dendê, Sítio, Boa Vista, Igrejinha, Tribo, Lixeirinha, Campinho, Riacho, Pracinha, Baviera e Zezinho.